# Jun Miho
Jun Miho (美保 純, Miho Jun), née le 4 août 1960, est une actrice japonaise.

## Biographie
Né à Shizuoka, Miho travaille dans un grand magasin et comme modèle glamour seins nus avant de jouer dans le film érotique de Mamoru Watanabe (en), Uniform Virgin Pain (Seifuku shojo no itami) en septembre 1981,,. Quelques mois plus tard, elle apparaît dans un autre film de ce genre, Koichiro Uno's Wet and Riding, un épisode d'une longue série de la Nikkatsu adapté des romans érotiques de Kōichirō Uno,. En juillet 1982, Miho joue dans le premier épisode de la série de films Pink Curtain de la Nikkatsu. Les trois épisodes racontent l'histoire d'un frère et de sa sœur essayant de surmonter la mort de leurs parents et qui tombent dans une relation incestueuse. Selon les critiques Thomas et Yuko Weisser, la nature controversée de ces films a fait de Miho une « sensation dans le monde de la nuit » et permis le début de sa carrière dans les films traditionnels. Elle remporte le prix de la meilleure nouvelle actrice au Japan Academy Prize et au Blue Ribbon Awards pour la série des Pink Curtain.
Dans les films plus traditionnels, elle tient un rôle régulier dans la série de films C'est dur d'être un homme (Otoko wa tsurai yo) avec le personnage d'Akemi, la fille du propriétaire de l'imprimerie. Elle apparaît également à la télévision comme actrice et commentatrice. L'un de ses plus grands rôles est celui de Yōko Hiragi, la fille avocate du procureur public Shigeru Hiragi, surnommée « Navet rouge » (Akakabu). La série à suspense commence en avril 1990 avec Akakabu kenji funsenki (« Bataille à la cour de Navet rouge ») sur ABC et se poursuit avec deux autres en octobre 1990 et février 1991. Ils sont suivis en tout par onze téléfilms de janvier à mars 1992 avant la fin de la série.

## Filmographie partielle

### Au cinéma
- 1981 : Uniform Virgin Pain (制服処女のいたみ, Seifuku shojo no itami?) de Mamoru Watanabe (en)
- 1982 : Koichiro Uno's Wet and Riding (宇能鴻一郎の濡れて騎る, Uno Koichiro no nurete noru?) de Jun'ichi Suzuki (ja)
- 1982 : Young Girls' Holding Cell (セーラー服鑑別所, Sailor-fuku kanbetsusho?) de Yoshihiro Kawasaki
- 1982 : Pink Curtain (ピンクのカーテン, Pinku no kaaten?) de Yasuaki Uegaki
- 1982 : Pink Curtain 2 (ピンクのカーテン２, Pinku no kaaten 2?) de Yasuaki Uegaki
- 1982 : Oh! Takarazuka! (ＯＨ！タカラズカ?) de Kōyū Ohara
- 1982 : Ninja Wars (伊賀忍法帖, Iga ninpōchō?) de Kōsei Saitō
- 1983 : Pink Curtain 3 (ピンクのカーテン３, Pinku no kaaten 3?) de Yasuaki Uegaki
- 1984 : C'est dur d'être un homme : Marions-les (男はつらいよ 夜霧にむせぶ寅次郎, Otoko wa tsurai yo: Yogiri ni musebu Torajirō?) de Yōji Yamada : Akemi
- 1984 : C'est dur d'être un homme : Amour interdit (男はつらいよ　寅次郎真実一路, Otoko wa tsurai yo: Torajirō shinjitsu ichiro?) de Yōji Yamada : : Akemi
- 1985 : C'est dur d'être un homme : Le Cœur sur la main (男はつらいよ 寅次郎恋愛塾, Otoko wa tsurai yo: Torajirō ren'aijuku?) de Yōji Yamada : Akemi
- 1985 : Sorekara (それから?) de Yoshimitsu Morita
- 1985 : C'est dur d'être un homme : L'Institutrice (男はつらいよ 柴又より愛をこめて, Otoko wa tsurai yo: Shibamata yori ai o komete?) de Yōji Yamada : Akemi
- 1986 : C'est dur d'être un homme : L'Oiseau bleu du bonheur (男はつらいよ 幸福の青い鳥, Otoko wa tsurai yo: Shiawase no aoi tori?) de Yōji Yamada : Akemi
- 1986 : Prise finale (キネマの天地, Kinema no tenchi?) de Yōji Yamada : Yaeko Sonoda
- 1987 : C'est dur d'être un homme : En route pour Hokkaidō ! (男はつらいよ 知床慕情, Otoko wa tsurai yo: Shiretoko bojō?) de Yōji Yamada : Akemi
- 1987 : C'est dur d'être un homme : Il était une fois Tora-san (男はつらいよ 寅次郎物語, Otoko wa tsurai yo: Torajirō monogatari?) de Yōji Yamada : Akemi
- 2010 : Voyage avec Haru (春との旅, Haru tono tabi?) de Masahiro Kobayashi : Akiko Nakai
- 2010 : Yuriko's Aroma (ユリ子のアロマ, Yuriko no aroma?) de Kōta Yoshida (en)[10]
- 2014 : Projet Zero : Un mal qui n’atteint que les filles (劇場版 零～ゼロ～, Gekijōban zero?) de Mari Asato (en)
- 2016 : Jinsei no yakusoku (人生の約束?) de Kan Ishibashi (ja)
- 2019 : C'est dur d'être un homme : Tora-san pour toujours (男はつらいよ お帰り 寅さん, Otoko wa tsurai yo: Okaeri Tora-san?) de Yōji Yamada : Akemi

### À la télévision
- 2000 : Rokubanme no Sayoko (en) (六番目の小夜子?)
- 2005 : Dragon Zakura (ドラゴン桜, Doragon zakura?)
- 2010 : Manpuku shōjo doragonetto (満福少女ドラゴネット?)
- 2011 : The Diplomat Kosaku Kuroda (en) (外交官・黒田康作, Gaikōkan Kuroda Kōsaku?)
- 2013 : Amachan (あまちゃん?)
- 2015 : The Emperor's Cook (en) (天皇の料理番, Tennō no ryōriban?)
- 2015 : 37.5°C no namida (en) (37.5℃の涙?)

### Doublage
- 2015 : Miss Hokusai (百日紅 〜Miss HOKUSAI〜, Sarusuberi Miss Hokusai?) de Keiichi Hara : voix de Koto

## Distinctions
Sauf indication contraire, les informations mentionnées dans cette section peuvent être confirmées par la base de données cinématographiques IMDb,  présente dans la section « Liens externes ».

### Récompenses
- 1983 : prix de la révélation de l'année pour la série Pink Curtain à la Japan Academy Prize[11]
- 1983 : prix Blue Ribbon de la meilleure nouvelle actrice pour Pink Curtain et Oh! Takarazuka!

### Nomination
- 1987 : prix de la meilleure actrice dans un second rôle pour C'est dur d'être un homme : L'Institutrice et Prise finale à la Japan Academy Prize[12]